# Maren Skjøld
Maren Skjøld, född den 29 september 1993, är en norsk alpin skidåkare som representerar Gjøvik Skiclub. Hon tävlar huvudsakligen i slalom och storslalom men behärskar alla discipliner.
Sin världscupdebut gjorde hon i januari 2016 i Flachau. Hon kom på femte plats i världscupens slalomdebut i november 2016, vilket är hennes hittills[när?] bästa placering i cupen.